# Attila Vadkerti
Attila Vadkerti (* 22. Februar 1982 in Szeged) ist ein ehemaliger ungarischer Handballspieler.

## Karriere
Der 1,82 m große und 88 kg schwere Linksaußen spielte in seiner Jugend für den Tisza Volan SC. Ab 1999 lief er für den ungarischen Spitzenklub Pick Szeged auf, mit dem er 2007 die ungarische Meisterschaft sowie 2006 und 2008 den ungarischen Pokal gewann. Außerdem wurde er mehrfach Vizemeister hinter Seriensieger KC Veszprém. Mit Szeged war er in jedem Jahr international vertreten. Seine größten Erfolge waren das Viertelfinale im EHF-Pokal 2000/01, im Europapokal der Pokalsieger 2002/03 und 2008/09 sowie in der EHF Champions League 2003/04. Im EHF Europa Pokal 2013/14 erreichte er das Final Four in Berlin, wo er zunächst die Füchse Berlin und im Finale Montpellier AHB besiegte. Im Sommer 2015 wechselte er zum ungarischen Verein FKSE Algyő. Dort beendete er im April 2017 nach einer schweren Verletzung seine Karriere.
In der Ungarischen Nationalmannschaft debütierte Vadkerti am 16. November 2004 gegen Frankreich. Bei der Weltmeisterschaft 2007 in Deutschland belegte er den neunten, bei den Europameisterschaften 2012 und 2014 den achten Rang. Vadkerti nahm an den Olympischen Spielen 2012 in London teil und wurde Vierter. Insgesamt bestritt er 108 Länderspiele, in denen er 138 Tore erzielte.